# Svenning Tausen
Svenning Tausen (12. april 1936 i Hov - 5. november 2013 i Tórshavn) var en færøsk forfatter, redaktør, translatør og folkeskolelærer. 

## Biografi
Han blev født i bygden Hov på Færøernes sydligste ø i 1936. Han flyttede til Tórshavn, hvor han blev uddannet som lærer. Han arbejdede først som lærer ved Færøernes Mellem- og Realskole til 1961, derefter underviste han ved realskolen, som var i samme bygninger som Færøernes Gymnasium i Hoydalar (Føroya Studentaskúli) 1961-74, og derefter blev han ansat som viceskoleinspektør i den nye skole i den østlige bydel af Tórshavn, Eysturskúlin, indtil 1996, da han blev pensioneret.
Tausen havde en stor interesse for det færøske sprog og det lå ham meget på sinde at færøske børn fik færøskt materiale at læse i. Han var redaktør af Mín jólabók (Min julebog) i mange år. Han var også redaktør på Barnablaðið fra 1959 til 1973.
Han var bestyrelsesmedlem af Bókadeild Føroya Lærarafelags fra 1958 til 1965 og igen fra 1987 til 2001 og var medvirkende til at BFL blev et velfungerende forlag. Han var en af dem, der fik etableret Bókamiðsølan i 1968 og var formand der indtil 1981. Bókamiðsølan varetager distributionen af færøske bøger fra forlag til boghandler og i nogle tilfælde direkte til forbruger.
Han blev gift med Amy Tausen, født Olsen, sammen fik de børnene Durita og Magnus. Sønnen, Magnus Tausen, er direktør for Nám, som er en institution under det færøske Kulturministerium, etableret i 2010, fik navnet Nám í 2011.

## Udgivelser
- 1962 Bíbliusøgur (Bibelhistorier)
- 1965 Hans Andrias Djurhuus, udgivet i "Barnajól" (Børnejul)
- 1968 Gleðilig jól (Glædelig jul) udgivet i "Barnajól"
- 1969 Friður á foldum (Fred på jord) udgivet i Mín jólabók
- 1971 At spæla grýla udgivet i novellesamlingen "Sig mær eina søgu 1", før det var den publiceret i Barnablaðið.[7]
- 1978 Bíbliusøgur[8]

## Priser
1990 Mentanarvirðisløn M. A. Jacobsens (Tórshavns byråds kulturpris, som er opkaldt efter Mads Andreas Jacobsen)